# Crossoglossa
Crossoglossa is een geslacht van rond de 25 soorten orchideeën uit de onderfamilie Epidendroideae.
Het zijn overwegend kleine epifytische planten met een korte, rechtopstaande stengel, lange lijnlancetvormige tot ovale bladeren met stompe, ingesneden top en een lange, eindstandige, rechtopstaande of afhangende, veelbloemige bloemtros.
Crossoglossa-soorten komen voor in natte, koele montane bossen in de neotropen.

## Naamgeving
- Synoniem: Microstylis Nutt. (1822)

## Taxonomie
Crossoglossa werd door Dressler opgenomen in de tribus Malaxideae, alhoewel hiervoor geen fylogenetische onderbouwing aanwezig is.
Het geslacht telt in de meest recent geaccepteerde taxonomie 23 soorten, waarvan de meeste zijn overgeplaatst vanuit het geslacht Microstylis.
De typesoort is Crossoglossa blephariglottis.

### Soortenlijst
- Crossoglossa aurantilineata Pupulin (2000)
- Crossoglossa barfodii Dodson (1993)
- Crossoglossa bifida Dressler (1997)
- Crossoglossa blephariglottis (Schltr.) Dressler ex Dodson (1993)
- Crossoglossa boylei Dodson (1993)
- Crossoglossa caulescens (Lindl.) Dodson (1993)
- Crossoglossa dalessandroi (Dodson) Dodson (1993)
- Crossoglossa dalstroemii (Dodson) Dodson (1993)
- Crossoglossa dodsonii R.Vásquez (1999)
- Crossoglossa elliptica Dressler (1997)
- Crossoglossa fratrum (Schltr.) Dressler ex Dodson (1993)
- Crossoglossa hirtzii Dodson (1993)
- Crossoglossa kalbreyeriana (Kraenzl.) P.Ortiz (1995)
- Crossoglossa liparidoides (Finet) Dodson (1993)
- Crossoglossa lloensis (Schltr.) Dodson (1993)
- Crossoglossa longissima (Kraenzl.) P.Ortiz (1995)
- Crossoglossa nanegalensis Dodson (1993)
- Crossoglossa neirynckiana Szlach. & Marg. (2001)
- Crossoglossa pichinchae (Schltr.) Dodson (1993)
- Crossoglossa polyblephara (Schltr.) Dodson (1993)
- Crossoglossa steinii (Dodson) Dodson (1993)
- Crossoglossa tipuloides (Lindl.) Dodson (1993)
- Crossoglossa topoensis (Mansf.) Dodson (1993)